# Amethi (Sultanpur)
Amethi è una suddivisione dell'India, classificata come nagar panchayat, di 12.808 abitanti, situata nel distretto di Sultanpur, nello stato federato dell'Uttar Pradesh. In base al numero di abitanti la città rientra nella classe IV (da 10.000 a 19.999 persone).

## Geografia fisica
La città è situata a 26° 10' 29 N e 81° 48' 43 E.

## Società

### Evoluzione demografica
Al censimento del 2001 la popolazione di Amethi assommava a 12.808 persone, delle quali 6.599 maschi e 6.209 femmine. I bambini di età inferiore o uguale ai sei anni assommavano a 2.114, dei quali 1.099 maschi e 1.015 femmine. Infine, coloro che erano in grado di saper almeno leggere e scrivere erano 7.575, dei quali 4.444 maschi e 3.131 femmine.